# Piquete (tortura)

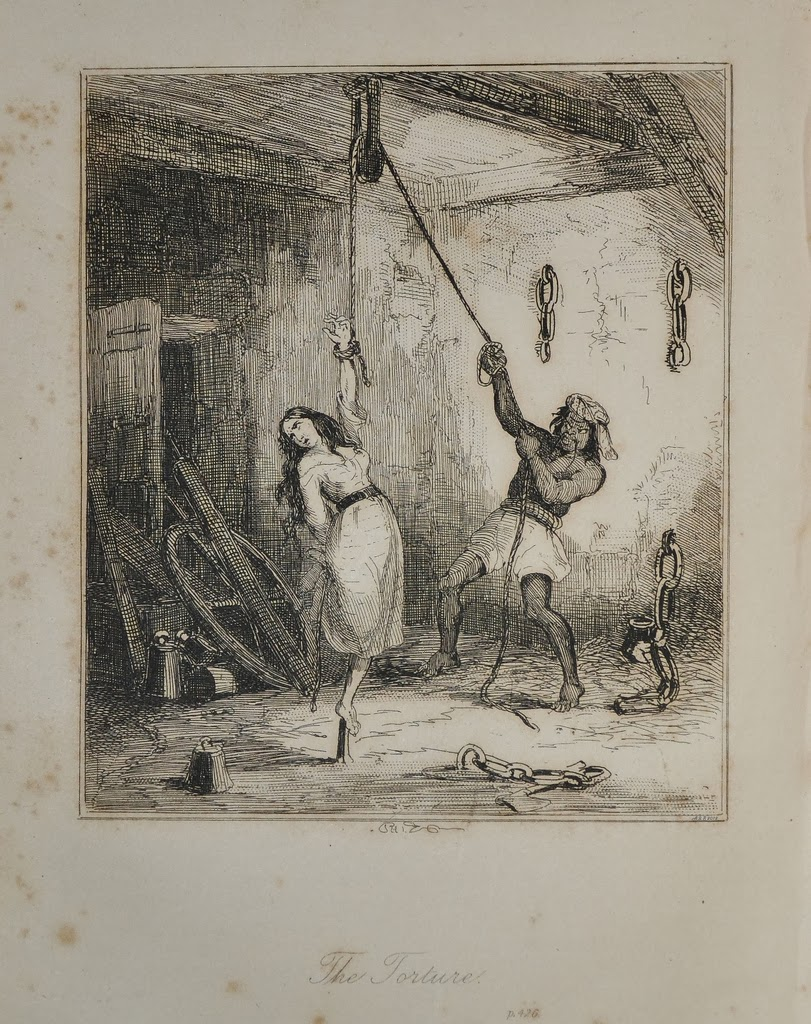
Luisa Calderón siendo torturada, como se ilustra en una de las muchas impresiones de la época.

El piquete, picquet o piquet fue una forma de castigo militar en boga en los siglos XVI y XVII en Europa. Consistía en que el infractor era forzado a permanecer sobre la parte superior plana y estrecha de una clavija durante un periodo de tiempo. El castigo desapareció en el siglo XVIII y era tan desconocido por 1800 que cuando el entonces gobernador de la colonia de Trinidad (Indias Occidentales Británicas) Sir Thomas Picton, ordenó que Luisa Calderón, una mujer de ascendencia europea y africana fuera castigada, fue acusado por la opinión pública en Inglaterra de causar una tortura semejante al empalamiento. Se pensaba erróneamente que el prisionero era forzado a pararse sobre la punta de una estaca puntiaguda, y este error se repitió en el New English Dictionary.
El castigo requería colocar una clavija de madera (de las usualmente empleadas para sujetar tiendas o riendas de caballos) en el suelo con el extremo opuesto hacia arriba. El malhechor era típicamente un soldado voluntario que había desobedecido las órdenes. Era suspendido por una muñeca con una cuerda, mientras la suela o el pie desnudo opuesto era colocado sobre la clavija, un pedazo de madera más largo que ancho y redondeado en la parte superior la cual era lo suficientemente estrecha como para causar gran molestia, pero no lo bastante afilada como para provocar sangre. Para aliviar la presión sobre el pie, el prisionero relegaba todo su peso sobre la muñeca, lo que solo podía aliviarse volviendo a colocar todo el peso sobre el otro pie.
El procedimiento podría continuar unas horas, o prolongarse un día o dos. El castigo generalmente no causaba daño físico duradero. Una tortura de suspensión mucho más severa y físicamente dañina era la conocida como garrucha.